# 利亞行動
利亞行動發生於1947年10月7日至11月8日，是第一次印度支那戰爭期間法軍的一次軍事行動。法國將軍讓·艾蒂安·瓦吕計畫以一支空降部隊俘虜越南的領導層，和三支法軍縱隊襲擊越南的核心地帶。
傘兵突襲差點俘虜胡志明和武元甲，但最終未成功，這場行動對法國是場勝利，成功給越軍造成大量傷亡，但因越軍龐大的兵力使得戰略並沒有什麼改變。

## 註腳
1. 1 2  Summers, 1995, p. 48
2. 1 2 3 4  Shrader 2015，第202頁.